# إغناسيو بيريز
إغناسيو بيريز (بالإسبانية: Ignacio Pérez) (مواليد 24 يونيو 1980) هو لاعب كرة قدم إسباني سابق في مركز الظهير الأيسر ، ولعب للعديد من الأندية الإسبانية.

## روابط خارجية
- إغناسيو بيريز على موقع قاعدة بيانات كرة القدم.إي يو (الإنجليزية)
- إغناسيو بيريز على موقع Soccerway.com (الإنجليزية)
- إغناسيو بيريز على موقع AS.com (الإسبانية)

- Nacho